# تقويم إغبو
تقويم إغبو (بالإنجليزية: Igbo calendar وبلغة الإغبو: Ògụ́àfọ̀ Ị̀gbò) هو نظام تقويم تقليدي لشعب الإغبو. تتألّف فيه السَّنة (afo) من 13 شهراً، والشهر (onwa) من سبعة أسابيع، والأسبوع (izu) من أربعة أيام تُعرَف باسم أيام السوق (هي: afor وnkwo وeke وorie)، بالإضافة إلى يوم إضافي في الشهر الأخير من العام.
سُمّيَت أو وُهِبت عناصر عديدة من هذا التقويم حسب أسماء الأرواح والآلهة في أساطير الإغبو. حيث يُعتَقد أن بعض الأرواح والآلهة هو من ألهم شعب الإغبو معرفة الوقت. وتتوافق أيام السوق الأربعة مع الاتجاهات الأساسية: الشَّمال والجنوب والشرق والغرب. كما لعبت التجارة دوراً هاماً في ابتكار وتطوير التقويم.
التقويم ليس عاماً ولا متزامناً عند كل مجتمعات الإغبو، لذلك قد تختلف المجموعات في مرحلة الأسبوع أو حتى في السنة التي تمرّ بها. وقد حاولت بعض مجتمعات الإغبو ضبط التقويم ليتألف من اثني عشر شهراً بدلاً من ثلاثة عشر، تمشّياُ مع التقويم الميلادي.